# Caradrina debilis
Caradrina debilis là một loài bướm đêm trong họ Noctuidae.